# 威弗莱
《威弗莱》的是沃尔特·司各特爵士的一部历史小说。最初在1814年由司各特匿名发表，这是他首次尝试散文体小说，该书往往被视为第一历史小说。它变得如此受欢迎，以致司各特后来的小说被标为“由《威弗莱》的作者编写”。他在同一时期写的类似主题的系列作品构成“威弗莱小说系列”。
1815年，乔治王子想见威弗莱的作者，邀他共进晚餐。据认为，在这次会议上，司各特说服作为斯图亚特王子的乔治，自称詹姆士党高地酋长，这会帮助乔治成为国王，并访问了苏格兰。
英格兰遗产将威弗莱隐修院列为该小说的灵感来源。然而，很可能并非如此。

## 情节
主角爱德华·威弗莱，在叔叔，埃弗拉·威弗莱家长大，他同情托利党和詹姆斯党，而爱德华的辉格党父亲在伦敦附近的汉诺威政府工作。爱德华·威弗莱在汉诺威军队服役，并归邓迪领导。威弗莱与苏格兰高地人接触，思想发生转变，参与了他们的起义。起义失败，高地人领袖被绞死，爱德华最后与男爵之女露丝成婚。